# ووهان ۳۲۰۶
سیارک ۳۲۰۶ (به انگلیسی: 3206 Wuhan، نامگذاری:1980VN1) سه هزار و دویست و ششمین سیارک کشف شده‌است که در ۱۳ نوامبر ۱۹۸۰ کشف شد.
قدر مطلق سیارک برابر ۱۳٫۶۰ است.